# Spalangia erythromera
Spalangia erythromera is een vliesvleugelig insect uit de familie Pteromalidae. De wetenschappelijke naam is voor het eerst geldig gepubliceerd in 1850 door Förster.